# Splay Danmark
Splay Danmark ApS er den danske undergren af medieagenturet, Splay One, hvilket er et nordisk bureau, der specialiserer sig i entertainment, influencer marketing og broadcast.[kilde mangler] Firmaet blev grundlagt i 2014 af Adrian Langer og ejes af det digitale mediehus Caybon.[kilde mangler]
Firmaet står bl.a. bag årlige afholdelser Guldtuben samt børn- og ungeserien AKAVET, der sendes på DR Ultra. Dertil samarbejder Splay Danmark med flere danske content-creators på YouTube. I år 2020 var Splays serie Kemohjerne nomineret til en pris ved Sundance Film Festival som den første danske serie nogensinde. I februar 2022 vandt serien "Fredløs", co-produceret af Splay One og Strong Productions, to Robertpriser. Den ene var "Årets korte tv-serie 2022", og anden pris vandt Bezir Zeciri for "Årets mandlige hovedrolle - tv serie".

## DR Ultra serien "Akavet"
I samarbejde med Danmarks Radio står Splay Danmark bag DR Ultra serien AKAVET, der har rullet over skærmen siden primo 2020. På tværs af Norden er public-service kanalerne DR, NRK, SVT og YLE indgået i et samarbejde om børnefiktion, der skal sikre flere årlige børneserier, og AKAVET er en af serierne, der er i gang med produktionen af femte sæson. Seriens første sæson følger de to tvillinger, Aske og Alma, samt deres bedste venner, Elias og Tone, i deres møde med de mange akavede udfordringer, der følger, når man som ung rammer puberteten. Dette bliver startskuddet til en rejse med vilde fester, ulykkelig kærlighed, hormoner, kærester og venskaber på kanten til at knække. 

## Guldtuben
Splay Danmark har i 2015, 2016, 2017 og 2018 afholdt YouTube-prisuddelingen Guldtuben. De nominerede er et væld af forskellige YouTubere, der nomineres i adskillige kategorier, heriblandt "Årets serie", "Årets klip", "Årets gamer" og "Årets sang", hvor bl.a. Citybois var nomineret i 2015 og Gulddreng nomineret i 2016.
Guldtuben blev i 2015 afholdt på Bremen Teater og blev sendt direkte på Splay Danmarks YouTube-kanal. I 2016 fandt det sted lørdag d. 24. september ved Det Kongelige Teater, og i 2017 var det i Royal Arena d. 9. september 2017. I 2018 kørte begivenheden den 22. september atter i Royal Arena.

## Splays YouTubere
Splay samarbejder med en række creators på YouTube, bl.a. med influencer marketing samt reklamer på deres respektive kanaler på YouTube. Blandt firmaets netværk kan nævnes Naja Münster, Eiqu Miller, Kristine Sloth, Tine Maria samt Popsi og Krelle. 

### Naja Münster
Som det yngste medlem af Familien Münster har Naja – ligesom resten af familien – formået at lave en stor platform på YouTube. Udover YouTube har Naja prøvet kræfter i skuespiller-universet som Olivia i to af “Far til Fire” filmene, og hun har udgivet talrige børnebøger om hele YouTube-familien, som er blevet et kæmpehit hos læserne.

### Eiqu Miller
Anders “Eiqu Miller” Møller Hansen er en af de første og største YouTubere i Danmark. Faktisk har den unge youtuber haft en stor følgerskare længe – selv før partner-netværkene kom og populariserede den danske YouTube-scene. Det skyldes blandt andet Anders’ enorme energi og talent indenfor musik og rap. Anders har før været dansk vært på Kids Choice Award.

## Ulovlig markedsføring
Splay Danmark har været kritiseret for overtrædelse af markedsføringsloven gennem skjult reklame rettet mod børn og unge. Forbrugerombudsmanden har derfor indskærpet reglerne om markering af reklame over for EF Sprogrejser, Splay og Julia Sofia Aastrup.
Forbrugerombudsmanden Christina Toftegaard Nielsen betegnede i 2016 videofilm produceret for firmaet EF Sprogrejser af Julia Sofia Aastrup/Splay som reklame og slog fast, at "Ifølge markedsføringsloven skal en reklame være tydeligt markeret. Dette krav skærpes i denne sag, fordi EF Sprogrejser tilbyder produkter til børn på helt ned til 10 år. Samtidig er videobloggeren selv under 18 år." Forbrugerombudsmanden udtalte videre "Det skal stå lysende klart, hvornår et indslag står for en videobloggers egen regning, og hvornår det er en reklame, som et firma har betalt bloggeren for at deltage i". Forbrugerombudsmanden bad desuden Julia Sofia Aastrup om at fjerne videoerne fra YouTube.